# Villez-sur-le-Neubourg
Villez-sur-le-Neubourg är en kommun i departementet Eure i regionen Normandie i norra Frankrike. Kommunen ligger i kantonen Le Neubourg som tillhör arrondissementet Évreux. År 2022 hade Villez-sur-le-Neubourg 233 invånare.

## Befolkningsutveckling
Antalet invånare i kommunen Villez-sur-le-Neubourg
Referens:INSEE